# ヨハン・グスタフ・サンドベリ
ヨハン・グスタフ・サンドベリ（Johan Gustaf Sandberg、1782年5月13日 - 1854年6月26日）はスウェーデンの画家である。歴史や神話などを題材に描き、肖像画家としても知られる。

## 生涯
ストックホルムで生まれた。父親は王室の従者として働いていた。1794年に12歳でスウェーデン王立美術アカデミーの予備学校に入学し、1800年にアカデミーの入学資格を得て1801年から1808年までアカデミー学んだ。学んだ教師には装飾画家のJohan Gottlob Brusellがいる。
1803年からアカデミーの定期展覧会に歴史画を出展し、1809年には展覧会で金賞を受賞した。1814年に彫刻家のフォゲルベリ（Bengt Erland Fogelberg:1786–1854)、肖像画家のカール・フレデリク・フォン・ブレダ(Carl Frederik von Breda:1759-1818)とともに「Sällskapet för konststudium（芸術協会）」を創立した。当時、時代遅れになっていたスウェーデンのアカデミーの教育方法に対抗して、私立の美術学校を開き、モデルを使った実習などを行った。
1821年に美術アカデミーのメンバーに選ばれ、1828年に教授に任じられた。彼の学生には、Johan Holmbergsson、Carl Wahlbom、Nils Blommérらがいる。 1845年から1853年の間、アカデミーの校長も務めた。当時のアカデミーの教授のFredric Westinやカール・ヨハン・ファールクランツらと同じようにサンドベリはデンマークのコペンハーゲンに短期間滞在したほか、国外にはでていない。
肖像画家としても高く評価され、当時のスウェーデンの有名な人物の肖像画を多く残した。

## 作品

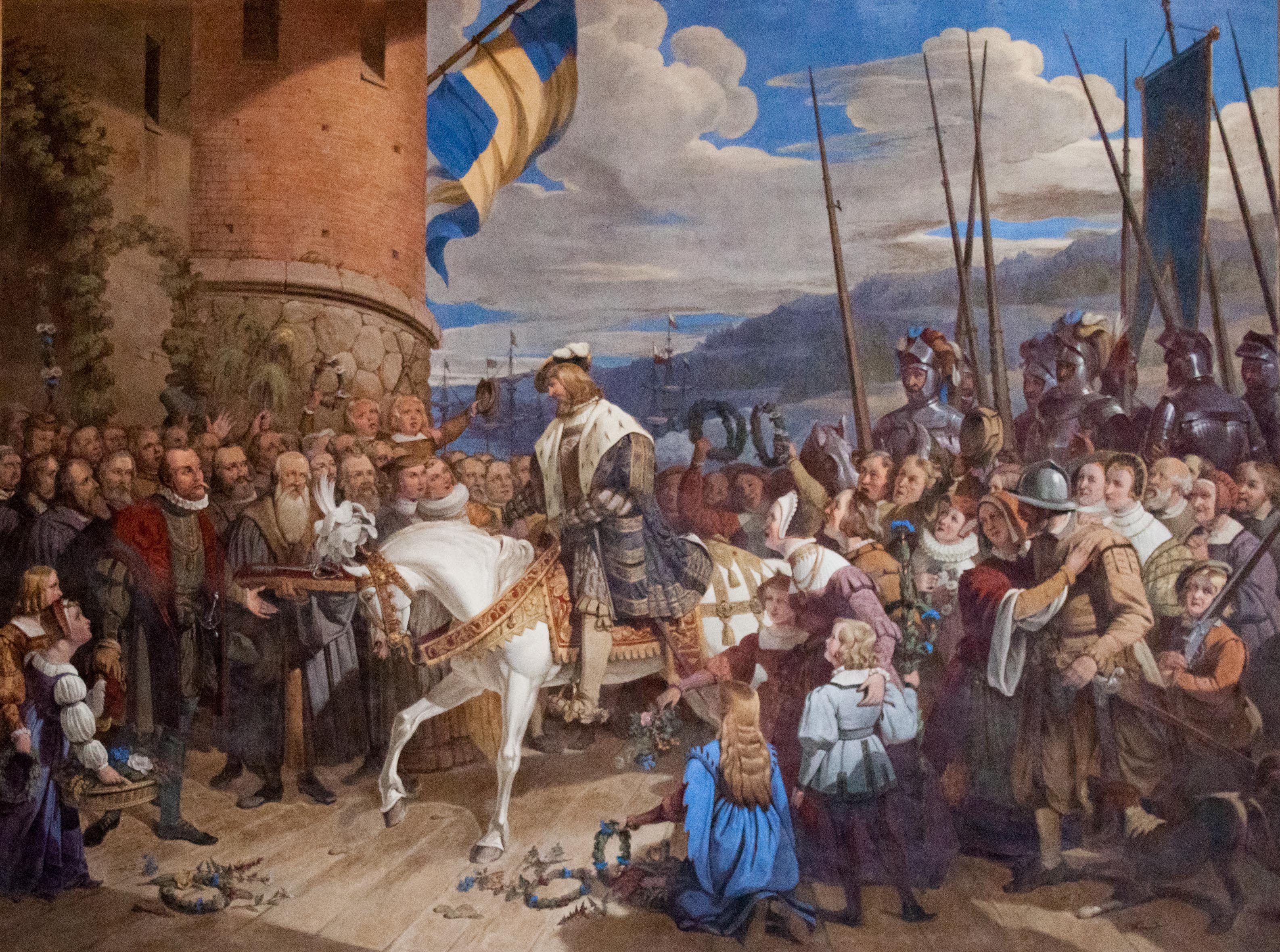
グスタフ1世のストックホルム入城
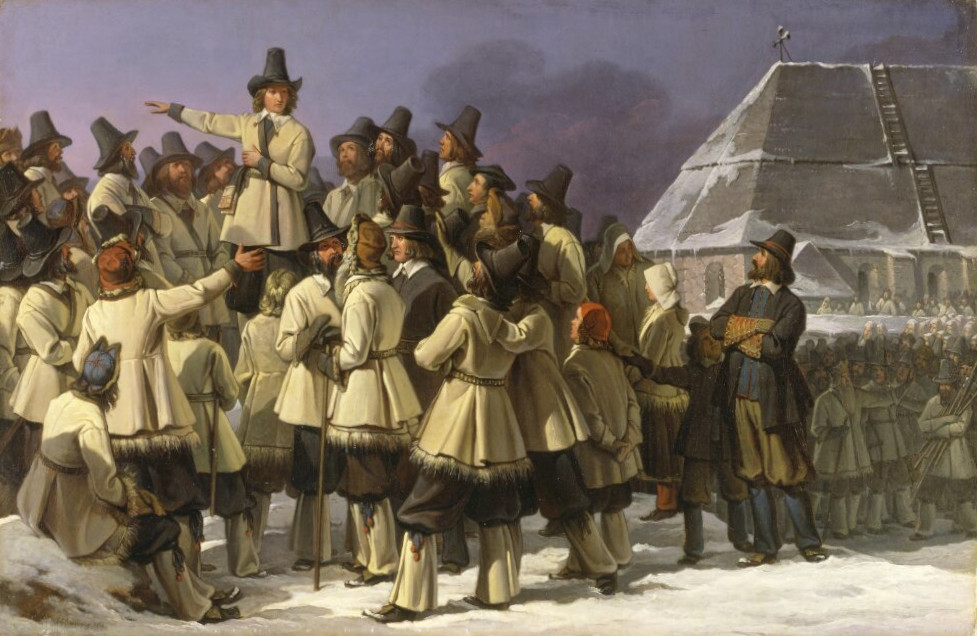
ダーラナ地方の人々に語るグスタフ1世
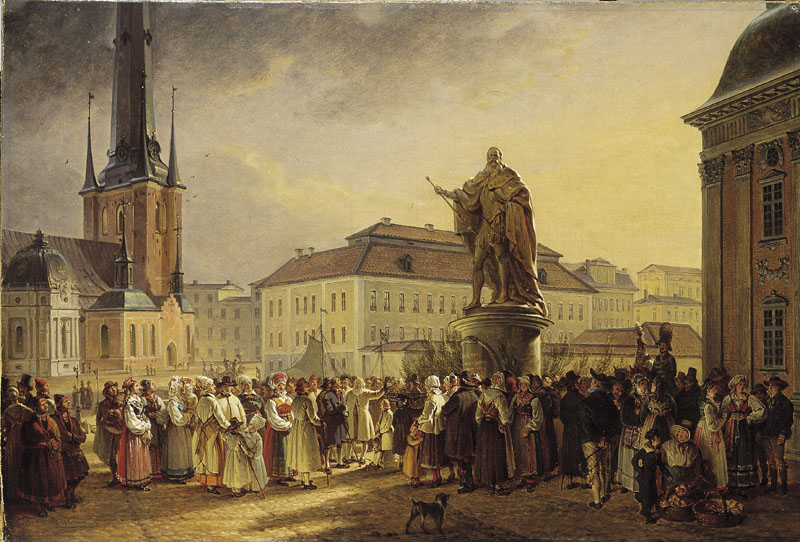
グスタフ1世の像のまわりの人々

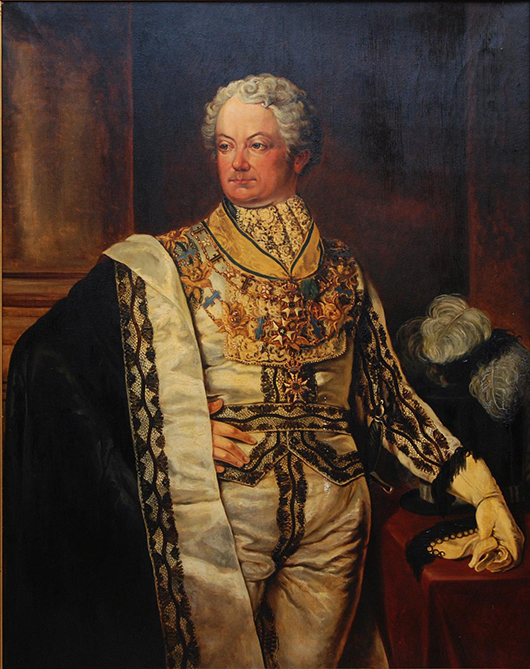
Gustaf Fredrik Wirsén - 政治家
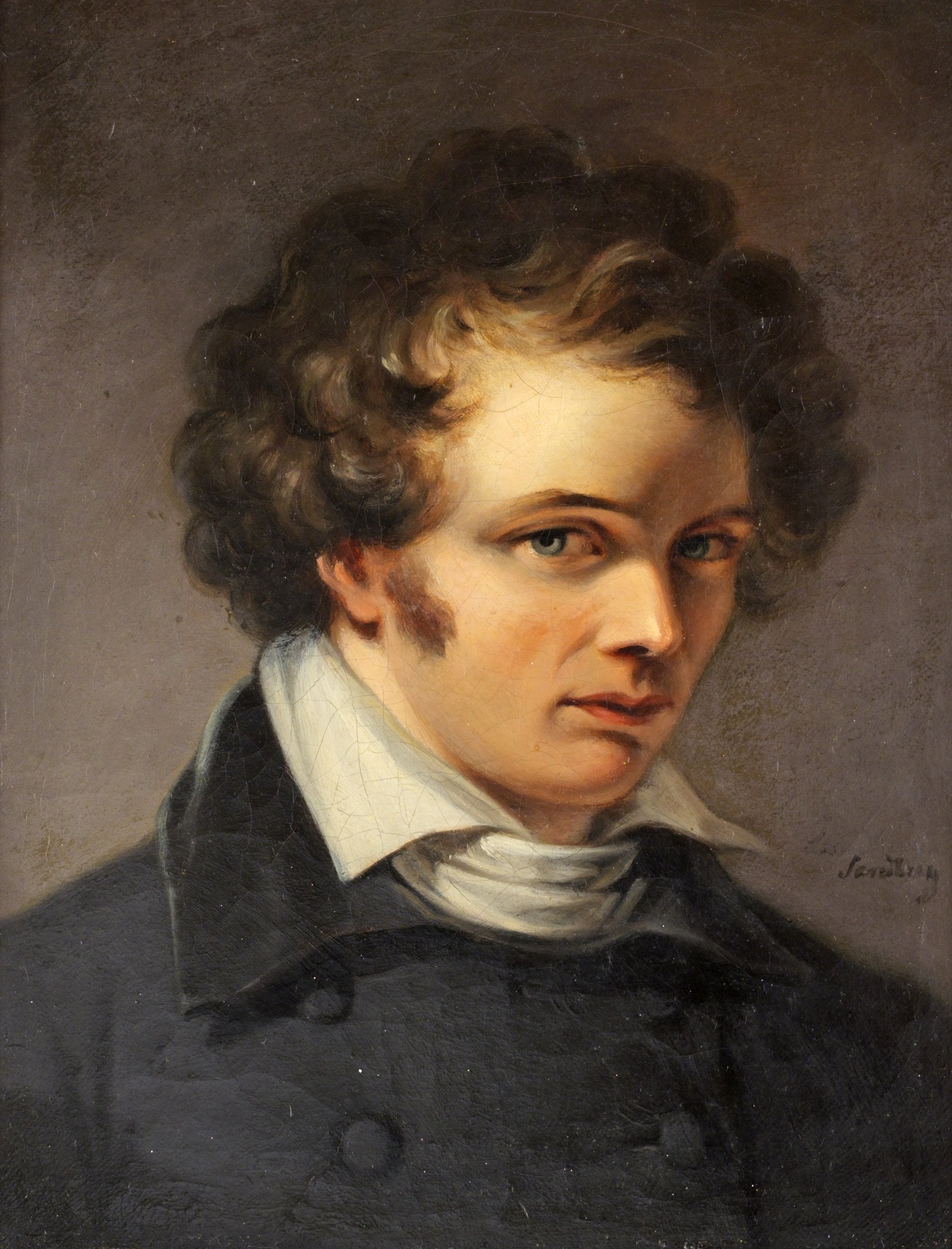
フォゲルベリ - 彫刻家
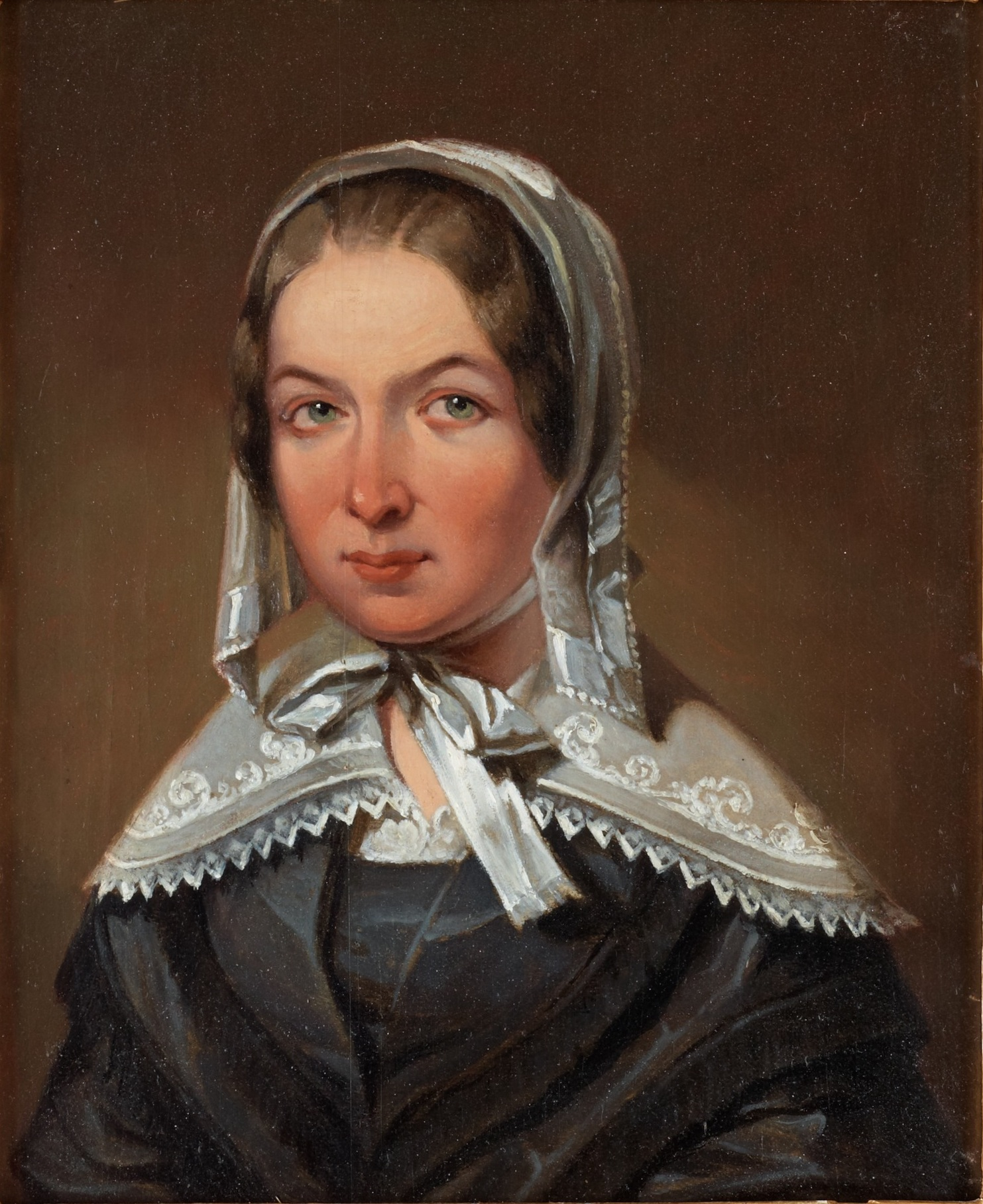
フレデリカ・ブレーメル -作家
カール・ミカエル・ベルマン - 詩人